# 오빠하고 누나하고
"오빠하고 누나하고"는 1979년에 개봉한 대한민국의 영화이다.

## 캐스팅
- 송승환
- 정수민
- 이상민
- 추석양
- 도금봉
- 최정훈
- 김석훈
- 서정일
- 한국남
- 김지영
- 조경희
- 최지애
- 주상호
- 곽건
- 최일
- 최준
- 박소영
- 유지연
- 양재원
- 박원호
- 이상철
- 김종좌
- 이진호
- 이순재 (특별출연)